# De Bérangier au lonc-cul

De Bérangier au lonc cul est un fabliau médiéval français. Il existe deux versions du fabliau : une de Guèrin et une autre par un auteur anonyme.

## Résumé
Un comte marie sa fille à un jeune paysan ou un bourgeois et le fait chevalier. Pendant les dix premières années du mariage, le chevalier qui ignorant le code de la chevalerie, paresse. Sa femme, fatiguée de son attitude paresseuse, lui parle de la grandeur des chevaliers de sa famille, alors le mari décide de se montrer digne. Il revêt une armure et part dans la forêt à cheval. Une fois dans la forêt, il accroche son bouclier à un arbre et le bat avec son épée jusqu'à ce que son équipement soit abîmé comme s'il avait participé à une grande bataille. Le chevalier revient auprès de sa femme, lui montre son armure cabossée et se vante de ses victoires. Après quelques voyages de ce genre, la femme commence à se demander pourquoi le chevalier lui-même est indemne, contrairement à son armure. Le lendemain, elle lui propose d'emmener des domestiques avec lui, mais il refuse ; elle le suit donc elle-même dans la forêt en portant une armure. Quand elle le voit frapper son propre bouclier, elle menace de le tuer pour ses actions déshonorantes. Le chevalier ne reconnaît pas sa femme et implore sa pitié. Sa femme, déguisée en chevalier, lui donne le choix entre une joute avec elle, au cours de laquelle il mourra sûrement, ou lui embrasser le cul. Par lâcheté, le chevalier choisit de lui embrasser le cul. Elle descend de son cheval et baisse son pantalon. En voyant les parties génitales féminines, il est étonné par la longueur de son cul (qui comporte donc à la fois son anus et son sexe). Avant de partir, elle lui dit : « Je suis Bérangier au Long Cul, / Qui fait honte aux âmes sensibles. » L'épouse rentre chez elle et couche avec un amant, vaillant chevalier. Lorsque son mari arrive de la forêt, il la réprimande, mais elle lui raconte qu'elle a rencontré Bérangier et qu'elle a appris la lâcheté de son mari, et le chevalier est contraint de succomber aux souhaits de sa femme,.

## Morale du genre chez Bérangier
Le comportement antagoniste initial du mari donne le ton de la morale de l'histoire : rabaisser constamment une femme intelligente peut être dangereux. Pour prendre son mari sur le fait, l'épouse se déguise en chevalier qu'elle appelle « Bérangier au lonc cul ». Elle suit son mari dans la forêt et, en voyant ce qu'il fait, « les rôles s’inversent ». Alors que la femme avait auparavant « subi le poids des vantardises et des insultes de son mari », voir la « farce absolue » que sont ses revendications chevaleresques l’inspire à devenir une « force motrice dure qui non seulement lui enseignera une leçon mais l’anéantira également en tant que chef du ménage ». Lors de sa rencontre avec sa femme, déguisée en vaillant chevalier, le mari révèle sa lâcheté et implore sa clémence. Sa femme lui lance un ultimatum : il peut « jostez » et sûrement mourir ou « vos me venroiz el cul baisier » [lui embrasser le cul]. Sans se rendre compte de la gravité de sa décision, il cède le pouvoir de son mariage à sa femme, renversant ainsi sa position de pouvoir, lorsqu'il refuse de combattre. De plus, il fait preuve d’ignorance lorsqu’il ne reconnaît pas ses parties génitales ; il pense simplement que le chevalier a « un lonc cul ». Dans une exploitation de son incapacité ignorante à reconnaître ses organes génitaux féminins, la femme et le public partagent le plaisir du fait qu'elle a dupé son mari et qu'il ne le saura jamais. L’histoire « tire une leçon conventionnelle sur les rôles respectifs des sexes dans le mariage » ce qui suggère que le fait de rabaisser une femme par son mari n’est pas « convenable ». Ainsi, l’inversion des rôles entre les sexes dans cette histoire crée la morale du genre.

## Éditions et traductions
- Bérengier, fabliau // Le livre Mignard, ou La fleur des fabliaux. Éd. Charles Malo. Paris, 1826. pp. 82—93.
- Guèrin, Bèrenger au Long Cul, trad. par Larry D. Benson et Theodore M. Andersson dans leur The Literary Context of Chaucer's Fabliaux (Indianapolis et New York, 1971), pp. 11—25.